# Rallus wetmorei
Il rallo fianchiuniformi o rallo di Wetmore (Rallus wetmorei Zimmer e Phelps, 1944) è un uccello della famiglia dei Rallidi originario del Venezuela.

## Descrizione
Il rallo di Wetmore è un rallo di piccole dimensioni (24–27 cm), di colore prevalentemente marrone. La sommità del capo è bruno-oliva, la regione sopracciliare è di colore fulvo chiaro e tra gli occhi e il becco si estende una striscia grigio scura, mentre il resto della faccia è di colore bruno-camoscio uniforme, così come le regioni superiori e la coda, che però sono ricoperte da strisce bruno-nerastre. Il sottoala, invece, è di colore uniforme. Le remiganti sono marrone scuro. Il mento è camoscio-biancastro, la gola è color camoscio e le regioni inferiori bruno-camoscio. La parte inferiore dell'addome talvolta assume una tinta rosea e il sottocoda può essere biancastro. L'iride è bruno-rossastra. Il becco, relativamente diritto e sottile, è verde oliva scuro, con la base e il ramo inferiore di un marrone più chiaro. Le zampe sono bruno-oliva.

## Distribuzione e habitat
Il rallo di Wetmore abita unicamente una piccola fascia costiera del Venezuela settentrionale e la sua presenza è stata registrata solamente in nove località - scese a tre in tempi recenti - del Falcón orientale, del Carabobo settentrionale e dell'Aragua. È estremamente raro e poco conosciuto, ma quando venne scoperto, nel 1944, si ritiene che almeno a livello locale fosse abbastanza comune: nel 1944-45 vennero catturati 11 esemplari nell'area di Puerto Cabello/San Esteban e altri 11 vennero abbattuti a Tucacas nel maggio del 1951. Nei dintorni di quest'ultima città la specie è ancora presente (nel giugno del 1999 vennero censite almeno sei coppie), così come nella penisola di Morrocoy, dove viene avvistata regolarmente dal 1999. Nel resto del Falcón, dopo gli anni '50, la specie è stata avvistata solamente una volta, nel 1986, nel Rifugio Faunistico di Cuare. Nel Carabobo, la specie è stata avvistata recentemente a Patanemo, 10 km a est di Puerto Cabello. Nell'Aragua, gli ultimi avvistamenti recenti si riferiscono a una coppia osservata a Playa de Cata, 15 km a est di La Ciénaga, nell'aprile del 1991, e a un'altra coppia scorta nel Parco Nazionale di Henri Pittier nel 1991 e nel 1993. Un'osservazione effettuata nella laguna di Las Peonias, nei pressi di Maracaibo (Zulia), nell'agosto del 2000, ha suggerito agli studiosi che la specie potrebbe occupare un areale più vasto di quanto ritenessero in precedenza.

## Biologia
Il rallo di Wetmore è una specie sedentaria che vive nelle formazioni a mangrovie, nelle lagune di acqua salata o salmastra e nelle paludi di vegetazione alofita dominate da Batis maritima, una specie di salicornia. Una femmina in procinto di riprodursi è stata catturata in aprile, un maschio con testicoli ingrossati in maggio e un esemplare giovane in settembre; a partire da questi pochi dati gli studiosi hanno ipotizzato che la riproduzione abbia inizio in aprile o maggio.

## Conservazione
Il rallo di Wetmore è una specie estremamente rara: la sua popolazione viene stimata a meno di 250 esemplari. È minacciato prevalentemente dalla distruzione delle foreste di mangrovie per far spazio ad abitazioni e strutture turistiche e dalla bonifica delle paludi.